# Regering-Jatsenjoek I
De regering-Jatsenjoek I was de Oekraïense regering die op 27 februari 2014 was aangetreden als gevolg van de golf van protesten die het land eind 2013 overspoelde. Het was een interim-regering die steunde op de zetelverdeling voortgekomen uit de parlementsverkiezingen van 2012. Ze werd geleid door de bankier Arseni Jatsenjoek en enkele prominente ministerposten werden bezet door de extreemrechtse partij Svoboda.
De regering bood op 24 juli 2014 haar ontslag aan, maar dit werd niet door het parlement aanvaard. Daarop kondigde president Petro Porosjenko nieuwe verkiezingen aan in het najaar. Op 2 februari 2015 trad de Regering-Jatsenjoek II aan.

## Totstandkoming
De onrust in Oekraïne begon in november 2013, nadat de pro-Russische president Viktor Janoekovytsj had geweigerd de associatieovereenkomst met de Europese Unie te ondertekenen, en veranderde gaandeweg in grootschalige, doorlopende demonstraties tegen het bewind van de president. Op 28 januari diende premier Mykola Azarov zijn ontslag in en op dezelfde dag werd de regering ontbonden. Hierop verliet Azarov het land en werd de regering demissionair; de functie van premier werd waargenomen door vicepremier Serhij Arboezov. De situatie raakte in een stroomversnelling toen de Euromaidan-protesten escaleerden in gewelddadige confrontaties tussen binnenlandse troepen en demonstranten, waarbij meer dan honderd doden vielen. Tijdens de Maidan-revolutie ontvluchtte president Janoekovytsj op 22 februari Kiev en vervolgens het land. In zijn plaats werd parlementsvoorzitter Oleksandr Toertsjynov tot waarnemend president benoemd. Enkele dagen later kondigde deze de vorming van een nieuwe parlementaire coalitie aan, genaamd Keuze van Oekraïne, waarvan 250 van de 450 afgevaardigden in de Verchovna Rada deel gingen uitmaken.
Op 26 februari maakte de verenigde oppositie 's avonds op het Onafhankelijkheidsplein haar kandidaten bekend voor een nieuwe regering van nationaal vertrouwen. Deze zou geleid worden door de voormalige minister van economische zaken en bankpresident Arseni Jatsenjoek. Als vicepremiers werden naar voren geschoven oud-minister van buitenlandse zaken Borys Tarasjoek en Olha Bohomolets, zangeres en voormalig lijfarts van president Joesjtsjenko, die de demonstranten maandenlang van medische zorg had voorzien. Als minister van buitenlandse zaken werd de diplomaat Andrij Desjtsjytsja voorgesteld, die als eerste Oekraïense diplomaat zijn steun aan Euromaidan had betuigd. Een van de leiders van Euromaidan, Dmytro Boelatov, die in januari 2014 was gemarteld, werd minister van jeugdzaken en sport. De commandant van Euromaidan, Andrij Parubij, werd hoofd van de Veiligheidsraad. Een andere actieve deelneemster aan de protesten, onderzoeksjournaliste Tetjana Tsjornovol, die in december 2013 zwaar was mishandeld, werd voorgedragen als hoofd van een nieuw op te richten "Bureau voor Corruptiebestrijding".
De volgende dag, op 27 februari, werd Jatsenjoek door de coalitie "Keuze van Oekraïne" formeel als premier voorgedragen en werd met 371 stemmen voor, 1 tegen en 2 onthoudingen door de Verchovna Rada benoemd. Vervolgens benoemde de Verchovna Rada met een meerderheid van 331 stemmen de door hem voorgestelde voorlopige regering. Het mandaat van deze overgangsregering was slechts voor enkele maanden en zou aflopen na de vervroegde presidentsverkiezingen op 25 mei 2014.

## Samenstelling
De twee beoogde vicepremiers Tarasjoek en Bohomolets bedankten op het laatste moment voor de eer en bleven uiteindelijk buiten de regering, maar verder kwam de regering qua samenstelling grotendeels overeen met het voorstel van de demonstranten. Toch werd Jatsenjoek wel verweten dat hij eerder een regering van politici dan een regering van het volk of een regering van technocraten had gevormd.
De regering-Jatsenjoek bestond uit vertegenwoordigers van de Vaderlandpartij en Svoboda, alsmede uit vertegenwoordigers van de demonstranten en partijlozen. Opvallend was dat de partij Oedar van Vitali Klytsjko, die naast de genoemde partijen een belangrijke rol had gespeeld tijdens Euromaidan, niet in de regering vertegenwoordigd was.
| Functie                                                                                    | Naam                       | Foto                | Partij         | Sinds                           |
| ------------------------------------------------------------------------------------------ | -------------------------- | ------------------- | -------------- | ------------------------------- |
| Premier                                                                                    | Arseni Jatsenjoek          | Arseni Jatsenjoek   | Batkivsjtsjyna | 27 februari 2014                |
| Eerste vicepremier                                                                         | Vitali Jarema              | Vitali Jarema       | Partijloos     | 27 februari 2014                |
| Vicepremier                                                                                | Oleksandr Sytsj            | Oleksandr Sytsj     | Svoboda        | 27 februari 2014                |
| Vicepremier; minister van regionale ontwikkeling, volkshuisvesting en ruimtelijke ordening | Volodymyr Hrojsman         | Volodymyr Hrojsman  | Partijloos     | 27 februari 2014                |
| Minister van binnenlandse zaken                                                            | Arsen Avakov               | Arsen Avakov        | Batkivsjtsjyna | 22 februari 2014                |
| Minister van buitenlandse zaken                                                            | Andrij Desjtsjytsja (a.i.) | Andrij Desjtsjytsja | Partijloos     | 27 februari 2014- 19 juni 2014  |
| Minister van buitenlandse zaken                                                            | Pavlo Klimkin              | Pavlo Klimkin       | Partijloos     | 19 juni 2014                    |
| Minister van cultuur                                                                       | Jevhen Nysjtsjoek          | Jevhen Nysjtsjoek   | Partijloos     | 27 februari 2014                |
| Minister van defensie a.i.                                                                 | Ihor Tenjoech              | Ihor Tenjoech       | Svoboda        | 27 februari 2014- 25 maart 2014 |
| Minister van defensie a.i.                                                                 | Mychajlo Koval             | Mychajlo Koval      | Partijloos     | 25 maart 2014                   |
| Minister van economische zaken                                                             | Pavlo Sjeremeta            | Pavlo Sjeremeta     | Partijloos     | 27 februari 2014                |
| Minister van energie                                                                       | Joeri Prodan               | Joeri Prodan        | Partijloos     | 27 februari 2014                |
| Minister van financiën                                                                     | Oleksandr Sjlapak          | Oleksandr Sjlapak   | Partijloos     | 27 februari 2014                |
| Minister van infrastructuur                                                                | Maksym Boerbak             | Maksym Boerbak      | Batkivsjtsjyna | 27 februari 2014                |
| Minister van jeugdzaken en sport                                                           | Dmytro Boelatov            | Dmytro Boelatov     | Partijloos     | 27 februari 2014                |
| Minister van justitie                                                                      | Pavlo Petrenko             | Pavlo Petrenko      | Batkivsjtsjyna | 27 februari 2014                |
| Minister van landbouw                                                                      | Ihor Sjvajka               | Ihor Sjvajka        | Svoboda        | 27 februari 2014                |
| Minister van milieubescherming                                                             | Andrij Mochnyk             | Andrij Mochnyk      | Svoboda        | 27 februari 2014                |
| Minister van onderwijs en wetenschap                                                       | Serhij Kvit                | Serhij Kvit         | Partijloos     | 27 februari 2014                |
| Minister van sociale zaken                                                                 | Ljoedmyla Denisova         | Ljoedmyla Denisova  | Batkivsjtsjyna | 27 februari 2014                |
| Minister van volksgezondheid                                                               | Oleh Moesij                | Oleh Moesij         | Partijloos     | 27 februari 2014                |
| Minister - kabinetschef van de ministerraad                                                | Ostap Semerak              | Ostap Semerak       | Batkivsjtsjyna | 27 februari 2014                |